# Турбаза «Сокол»
Турба́за «Со́кол» — населённый пункт в Осташковском районе Тверской области. Входит в Ботовское сельское поселение.

## География
Населённый пункт расположен рядом с озером Корегощ, на берегу Селигера. Ближайшие деревни — Заречье, Никола Рожок и Бараново. Расстояние до районного центра, города Осташков, 30 км.

## Население
| 2008 | 2010 |
| ---- | ---- |
| 219  | ↘180 |

По данным Всероссийской переписи, в 2010 году численность населения населённого пункта составляла 180 человек (73 мужчины и 107 женщин).

## Улицы
В настоящее время в  населённом пункте нет ни одной улицы.